# Teodor Krząkała
Teodor Krząkała (ur. 14 marca 1907 w Kochłowicach, zm. 18 czerwca 1979 w Chorzowie-Batorym) − polski duchowny katolicki.
Egzamin dojrzałości zdał 7 czerwca 1926 i w tym samym roku wstąpił do Wyższego Śląskiego Seminarium Duchownego w Krakowie. Po święceniach kapłańskich, które otrzymał 5 października 1930, wyjechał na studia do Paryża. W latach 1930−1934 studiował w Instytucie Catholique de Paris (Katolickie Studium Społeczne), wieńcząc je doktoratem z nauk ekonomicznych, społecznych i politycznych. W 1939 zdobył dyplom magistra teologii na Uniwersytecie Jagiellońskim. Po powrocie z Francji do kraju został kapelanem i osobistym sekretarzem bp. Stanisława Adamskiego, w latach: 1941−1945 był administratorem parafii św. Pawła w Nowym Bytomiu; od 1945 administratorem, a od 1957 − proboszczem parafii Wniebowzięcia NMP w Chorzowie Batorym. Był dyrektorem „Caritas”. Przed wojną był związany także z Katolickim Stowarzyszeniem Młodzieży Męskiej i Katolickim Stowarzyszeniem Młodzieży Żeńskiej. Pod koniec lat czterdziestych, w okresie choroby biskupa Adamskiego, uważano go obok ks. Herberta Bednorza za najpoważniejszego kandydata na biskupstwo katowickie. W czasie wygnania biskupów (1952−1956), jego osoba była wymieniana wśród kandydatów na wikariusza kapitulnego. Był notariuszem, radcą kurialnym, dziekanem dekanatu rudzkiego, a później chorzowskiego, obrońcą węzła małżeńskiego w Sądzie Biskupim w Katowicach, kanonikiem honorowym Kapituły Katedralnej w Katowicach.